# John Russell (football américain)
Pour les articles homonymes, voir John Russell.
John Russell (né le 11 juillet 1987) est un joueur américain de football américain évoluant au poste de linebacker.
Russell fait ses études à l'université de Wake Forest et joue au football avec l'équipe universitaire. Non sélectionné lors du draft de la NFL de 2010, il signe avec les Packers de Green Bay comme agent libre mais il n'est pas gardé parmi les rangs des Packers et libéré avant le début de la saison. Il signe finalement avec les Bills de Buffalo mais évolue avec l'équipe d'entrainement.